# Labastide-Marnhac
 Labastide-Marnhac  (en occitano La Bastida Marnhac) es una población y comuna francesa, situada en la región de Mediodía-Pirineos, departamento de Lot, en el distrito de Cahors y cantón de Cahors-Sud.

## Demografía
| 354 | 310 | 427 | 557 | 691 | 844 |
| Para los censos de 1962 a 1999 la población legal corresponde a la población sin duplicidades (Fuente: INSEE [Consultar]) |     |     |     |     |     |